# Elfstedentocht

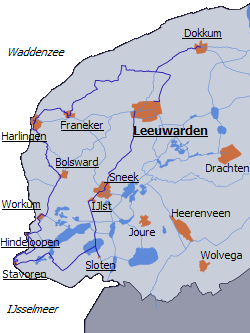
Az 1997-es Elfstedentocht útvonala (az óramutató járásával egyező irányban futották, mint 1985-ben és 1986-ban is)

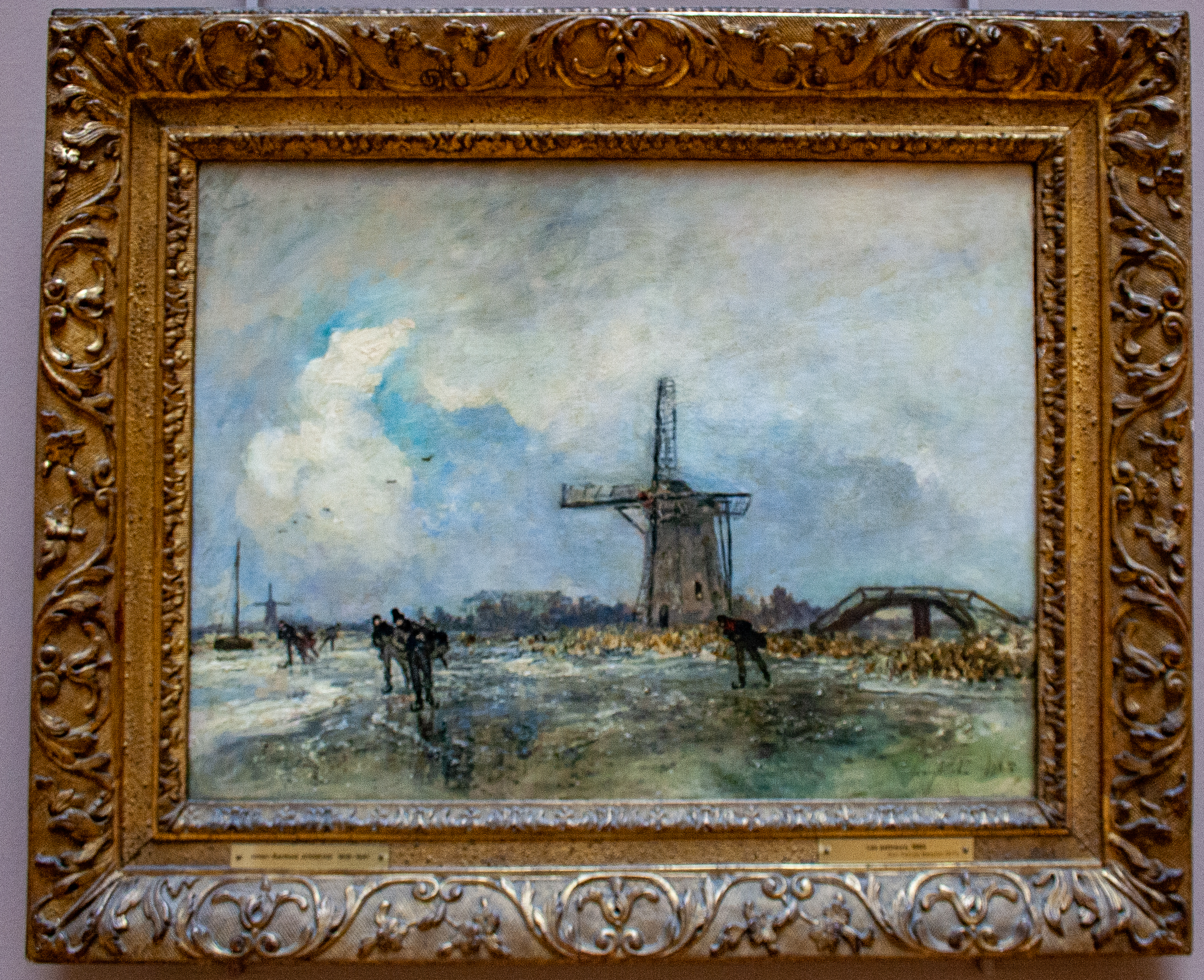
Festmény 1865-ből hollandiai társas korcsolyázásról

Az Elstedentocht (fríz nyelven Âlvestêdetocht) a tizenegy frízföldi várost érintő holland hosszú távú korcsolyaverseny, tömegsport-rendezvény, amit az időjárás függvényében rendeznek meg.

## Leírása
A versenyt a Frízföld holland tartomány 11 városát összekötő, csatornák és természetes vizek jégfelületén kijelölt, mintegy 200 kilométeres pályán rendezik meg, amennyiben a jég mindenütt eléri a 15 centiméteres vastagságot. A legutóbbi sikeres megrendezések alkalmával a versenysportolók nyomában mintegy 15 000 amatőr résztvevő indult el, ami természetesen nagyon igénybe veszi a jeget.
| Városok            | fríz nyelven | Távolság a starttól (km) |
| ------------------ | ------------ | ------------------------ |
| Leeuwarden (start) | Ljouwert     | 0                        |
| Sneek              | Snits        | 22                       |
| IJlst              | Drylts       | 26                       |
| Sloten             | Sleat        | 40                       |
| Stavoren           | Starum       | 66                       |
| Hindeloopen        | Hylpen       | 77                       |
| Workum             | Warkum       | 86                       |
| Bolsward           | Boalsert     | 99                       |
| Harlingen          | Harns        | 116                      |
| Franeker           | Frjentsjer   | 129                      |
| Dokkum             | Dokkum       | 174                      |
| Leeuwarden (cél)   | Ljouwert     | 199                      |

## Története
Hollandiában nagy hagyományai vannak a korcsolyázásnak és a „téli örömök” előtti hódolásnak. A holland parasztok, polgárok már 16. században, a kis jégkorszaknak is nevezett lehűlési periódusban hozzászoktak a csúszkáláshoz a befagyott vizeken. Erről tanúskodnak a kor nagy holland festői, például Hendrick Avercamp képei is a téli mulatságokról. Talán ennek is köszönhetően a gyorskorcsolyázás ma Hollandia egyik siker-sportága.
Mostanában az időjárás csak ritkán engedi meg a szabadtéri korcsolyázást. Az Elfstedentocht megrendezésének lehetősége így az egész országot lázba hozza. Ha néhány nap fagyos időszak köszönt be, és a meteorológiai előrejelzések is biztatóak, a holland média már kezdi latolgatni a nagy esemény megrendezésének lehetőségét. A hangulat a fagyos napok számának gyarapodásával egyre forrósodik. Amikortól pedig a szervezők megadják a jelet a verseny megrendezésére: „It giet oan” (fríz nyelven kb: mehet!), gyakorlatilag az egész ország ezzel foglalkozik. A szervezést sok szponzor támogatja, de a reklámok elhelyezését általában kerülik, ezzel is kiemelve az esemény társadalmi jellegét. A versenyt megelőző napon profik és amatőrök serege utazik a startponthoz. A környező szálláshelyek alacsony árakat tartanak, hogy minél többen lehetőséget kapjanak a részvételre. Sok dolgozó munkaszerződésében szerepel, hogy a munkaadó erre az eseményre feltétlen szabadságot biztosít. A rajtot megelőző este és éjszaka népünnepély jellegét ölti – különösen a szurkolók részéről. A holland mondás szerint a mogorva hangulatú frízek a fagy hatására olvadnak fel. Magát az egész napos versenyt pedig televízión követi az ország.
A 11 történelmi fríz várost összekötő korcsolya-túra hagyománya már a 19. század során kezdett kialakulni. 1890-ben Pim Mulie vetette fel a szervezett verseny gondolatát, és az első ilyen megszervezésére 1909-ben került sor. Ezután megalakult a *A tizenegy fríz város királyi egyesülete a további versenyek megszervezése céljából.
1963-ban az indulóknak mindössze 1%-a tudta befejezni a versenyt a rendkívüli hideg (mínusz 18 °C) és a viharos keleti szél miatt. Ez volt eddig a legnehezebb verseny, a legkevesebb célbaérővel.
1986-ban a holland trónörökös, Vilmos Sándor holland királyi herceg is részt vett a versenyen W.A. van Buren néven.
| Év   | Győztes                                                                     | Idő   | Távolság | Átlagos sebesség |
| ---- | --------------------------------------------------------------------------- | ----- | -------- | ---------------- |
| 1909 | *[Rev] Minne Hoekstra                                                       | 13:50 | 189 km   | 13,7 km/h        |
| 1912 | Coen de Koning                                                              | 11:40 | 189 km   | 16,2 km/h        |
| 1917 | Coen de Koning                                                              | 9:53  | 189 km   | 19,1 km/h        |
| 1929 | *Karst Leemburg                                                             | 11:09 | 191 km   | 17,1 km/h        |
| 1933 | *Abe de Vries and *Sipke Castelein                                          | 9:53  | 195 km   | 19,7 km/h        |
| 1940 | *Piet Keijzer, *Auke Adema, *Cor Jongert, *Dirk van Duim and *Sjouke Westra | 11:30 | 198,5 km | 17,3 km/h        |
| 1941 | *Auke Adema                                                                 | 9:19  | 198,5 km | 21,3 km/h        |
| 1942 | *Sietze de Groot                                                            | 8:44  | 198 km   | 22,7 km/h        |
| 1947 | *Jan van der Hoorn                                                          | 10:51 | 191 km   | 17,6 km/h        |
| 1954 | *Jeen van den Berg                                                          | 7:35  | 198,5 km | 26,2 km/h        |
| 1956 | nem hirdettek győztest(**)                                                  | —     | 190,5 km | —                |
| 1963 | *Reinier Paping                                                             | 10:59 | 196,5 km | 17,9 km/h        |
| 1985 | *Evert van Benthem                                                          | 6:47  | 196,8 km | 29,0 km/h        |
| 1986 | *Evert van Benthem                                                          | 6:55  | 199,3 km | 28,8 km/h        |
| 1997 | Henk Angenent                                                               | 6:49  | 199,6 km | 29,3 km/h        |

(*) Ezek a linkek a holland wiki megfelelő oldalaira mutatnak.
(**) 1933-ban és 1940-ben a győztesek többedmagukkal, kézen fogva haladtak át a célvonalon. Ezt később a versenyszervezők megtiltották. 1956-ban ennek ellenére az első hat versenyző együttesen ért célba, ezért őket diszkvalifikálták és nem hirdettek győztest.